# Serrasanç
Serrasanç es una entidad de población española del municipio de Sallent, perteneciente a la provincia de Barcelona, en la comunidad autónoma de Cataluña.

## Toponimia
El nombre del lugar puede encontrarse escrito con las grafías Serrasanç y Serrasans.

## Historia
Hacia mediados del siglo XIX, el lugar ya pertenecía al municipio de Sallent. Aparece descrito en el decimocuarto volumen del Diccionario geográfico-estadístico-histórico de España y sus posesiones de Ultramar de Pascual Madoz con las siguientes palabras:

SERRASANS: ald. en la prov., aud. terr., c. g. de Barcelona (9 1/2 leg.), part. jud. de Manresa (2), dióc. de Vich, ayunt de Cellent. Tiene una igl. parr. (San Miguel) servida por un cura de ingreso. prod.: trigo y legumbres. pobl. y riqueza unida á Cellent.
(Madoz, 1849, p. 203)

En 2023, la entidad singular de población de Serrasanç tenía empadronados 21 habitantes, todos ellos en diseminado.